# 克勒贝尔广场

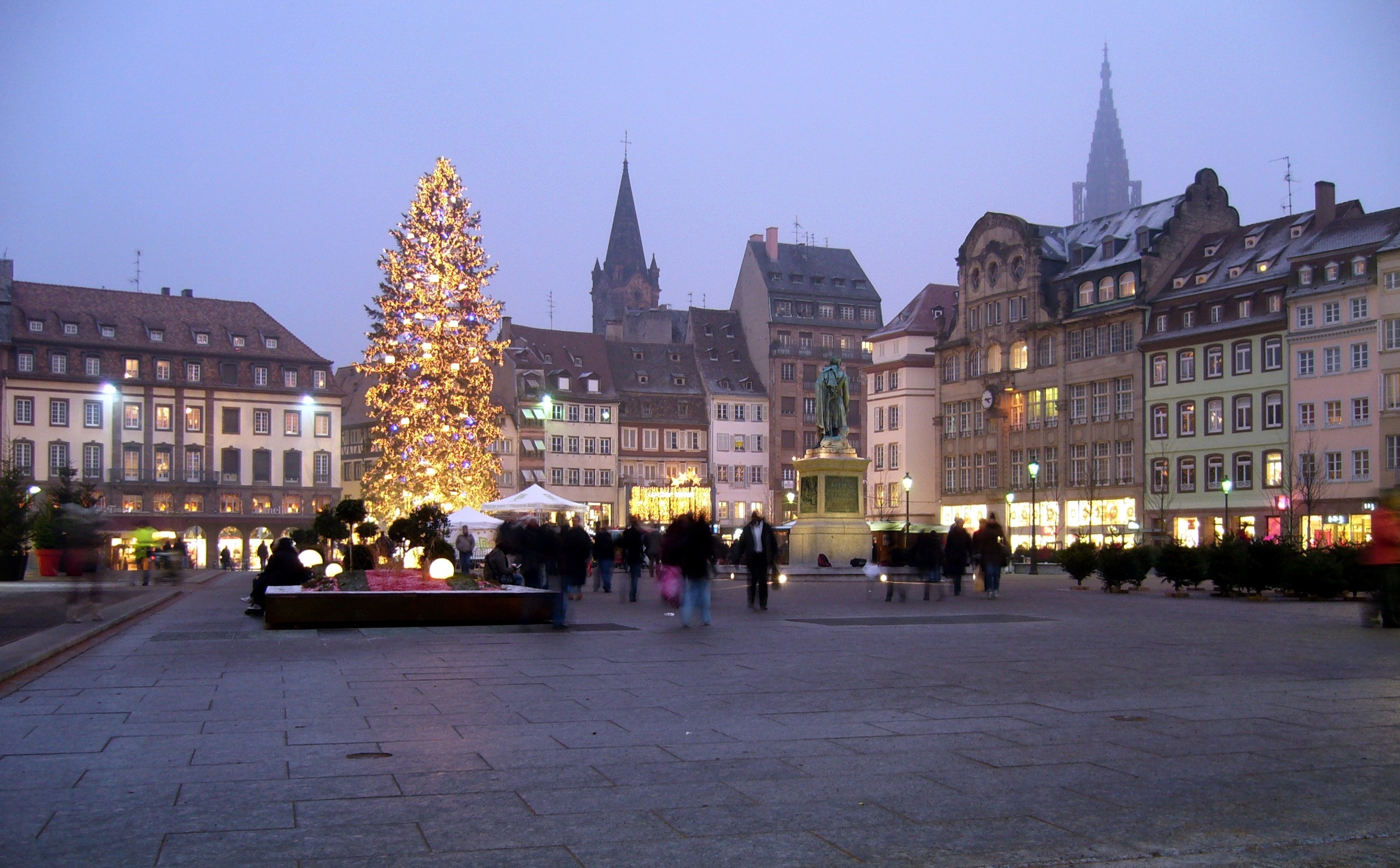
圣诞树

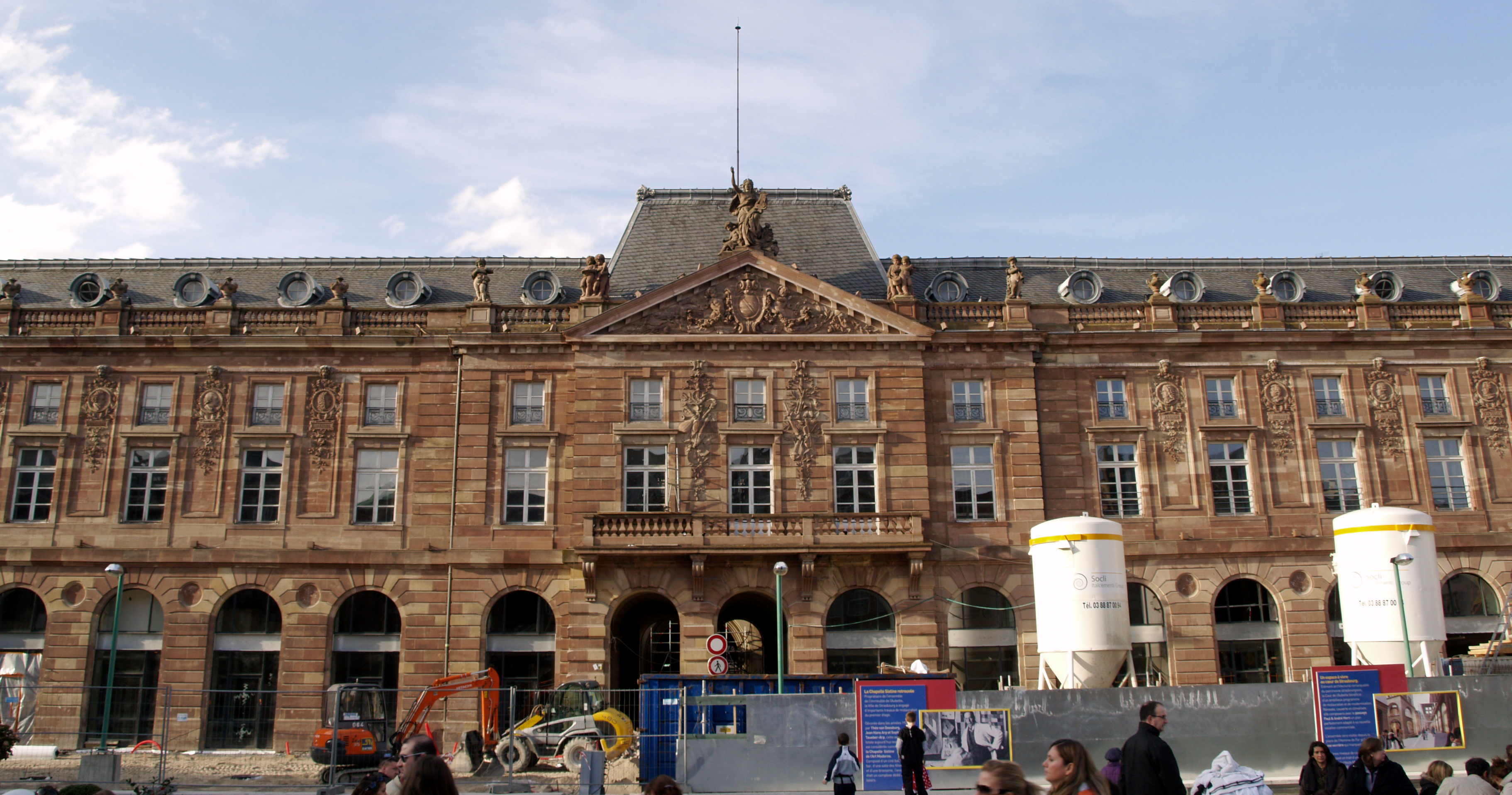
黎明宫

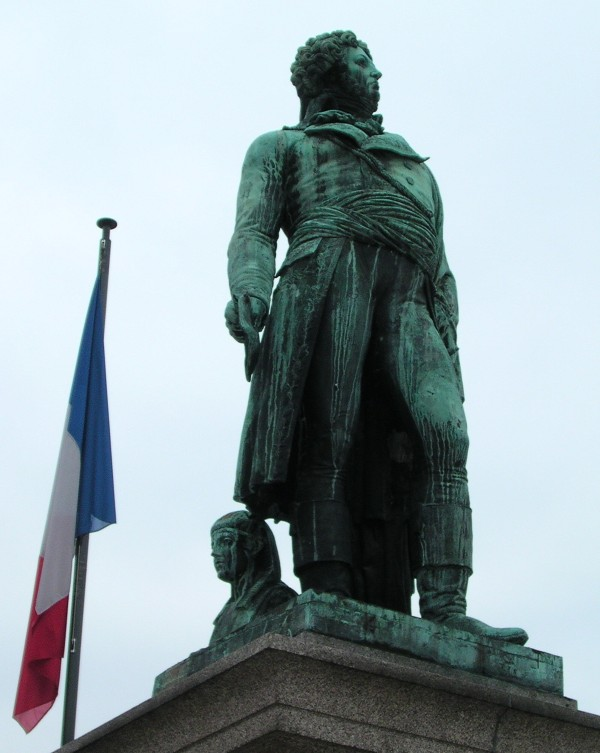
克勒贝尔雕像

克勒贝尔广场（法語：Place Kléber）是法国斯特拉斯堡的中心广场。
克勒贝尔广场是斯特拉斯堡市中心区最大的广场，该市商业区的心脏，1840年，以1753年出生于斯特拉斯堡的克勒贝尔将军命名。广场上有克勒贝尔雕像，下面是他的遗体。广场北侧是黎明宫（Aubette），由布隆代尔建于1765年至1772年。
克勒贝尔广场所在的斯特拉斯堡的历史中心区大岛，在1988年被列为世界遗产，这是首次整个市中心区得到如此荣誉。
这个城市的大多数奢侈品牌都开设在这个地区。